# Pallavolo ai Giochi della XXV Olimpiade - Torneo femminile
Il torneo femminile di pallavolo ai Giochi della XXV olimpiade si è svolto dal 29 luglio al 7 agosto 1992 a Barcellona, in Spagna, durante i Giochi della XXV Olimpiade. Al torneo hanno partecipato 8 squadre nazionali e la vittoria finale è andata per la prima volta a Cuba.

## Gironi
| Girone A                                      | Girone B                      |
| --------------------------------------------- | ----------------------------- |
| Giappone Spagna Squadra Unificata Stati Uniti | Brasile Cina Cuba Paesi Bassi |

## Fase finale

### Finali 1º e 3º posto
|  | Quarti      | Quarti  |                   |             | Semifinale         | Semifinale         |  |  | Finale 1º/2º posto | Finale 1º/2º posto |
|  |             |         |                   |             |                    |                    |  |  |                    |                    |
|  |             |         |                   |             |                    |                    |  |  |                    |                    |
|  |             |         |                   |             |                    |                    |  |  |                    |                    |
|  | Stati Uniti | 3       |                   |             |                    |                    |  |  |                    |                    |
|  | Stati Uniti | 3       |                   |             |                    |                    |  |  |                    |                    |
|  | Paesi Bassi | 1       |                   |             |                    |                    |  |  |                    |                    |
|  | Paesi Bassi | 1       | Stati Uniti       | 2           |                    |                    |  |  |                    |                    |
|  |             |         | Stati Uniti       | 2           |                    |                    |  |  |                    |                    |
|  |             | Cuba    | 3                 |             |                    |                    |  |  |                    |                    |
|  | -           | Cuba    | 3                 | -           |                    |                    |  |  |                    |                    |
|  | -           |         |                   | -           |                    |                    |  |  |                    |                    |
|  | -           | -       |                   |             |                    |                    |  |  |                    |                    |
|  | -           | -       | Squadra Unificata | 1           |                    |                    |  |  |                    |                    |
|  |             |         | Squadra Unificata | 1           |                    |                    |  |  |                    |                    |
|  |             | Cuba    | 3                 |             |                    |                    |  |  |                    |                    |
|  | Giappone    | Cuba    | 3                 | 1           |                    |                    |  |  |                    |                    |
|  | Giappone    |         |                   | 1           |                    |                    |  |  |                    |                    |
|  | Brasile     | 3       |                   |             |                    |                    |  |  |                    |                    |
|  | Brasile     | 3       | Squadra Unificata | 3           | Finale 3º/4º posto | Finale 3º/4º posto |  |  |                    |                    |
|  |             |         | Squadra Unificata | 3           | Finale 3º/4º posto | Finale 3º/4º posto |  |  |                    |                    |
|  |             | Brasile | 1                 |             |                    |                    |  |  |                    |                    |
|  | -           | Brasile | 1                 | -           | Brasile            | 0                  |  |  |                    |                    |
|  | -           |         |                   | -           | Brasile            | 0                  |  |  |                    |                    |
|  | -           | -       |                   | Stati Uniti | 3                  |                    |  |  |                    |                    |
|  | -           | -       |                   |             | 3                  |                    |  |  |                    |                    |
|  |             |         |                   |             |                    |                    |  |  |                    |                    |
|  |             |         |                   |             |                    |                    |  |  |                    |                    |

## Podio

### Campione
Formazione: 1 Ortiz, 2 Costa, 3 Luis, 4 Izquierdo, 5 Gato, 6 O'Farril, 8 Bell, 10 Torres, 12 Latamblet, 13 Calderón, 14 Fernandez, 15 Carvajal, CT: Lafita

### Secondo posto
Formazione: 1 Ogienko, 2 Morozova, 3 Nikulina, 4 Batuchtina, 5 Smirnova, 6 Sidorenko, 7 Menshova, 8 Artamonova, 9 Lebedeva, 10 Vassilevskaya, 11 Čebukina, 13 Korytova, CT: Karpol'

### Terzo posto
Formazione: 1 Sanders, 2 Zetterlund, 4 Oden, 5 Endicott, 6 Weishoff, 7 Kemner, 8 Webb-Liley, 9 Oden, 12 Cobbs, 13 Cross, 14 Sato, 15 Lawanson, CT: Liskevych

## Classifica finale
| Classifica | Squadre           |
| ---------- | ----------------- |
|            | Cuba              |
|            | Squadra Unificata |
|            | Stati Uniti       |
| 4          | Brasile           |
| 5          | Giappone          |
| 6          | Paesi Bassi       |
| 7          | Cina              |
| 8          | Spagna            |